# Capezzolo
Il capezzolo è una papilla cutanea presente nei Terii, la sottoclasse che raggruppa la quasi totalità dei mammiferi viventi.

## Descrizione
In questa formazione anatomica, particolarmente innervata, sboccano i dotti galattofori, generalmente in numero di 15-20.

Nella nostra specie si presenta sporgente al centro dell'areola. Il capezzolo, come l'areola, è una struttura presente anche negli individui di sesso maschile, ma solo negli individui femminili l'apparato mammario diventa pienamente funzionale all'allattamento della prole. Nell'ambito delle attività sessuali, è associato alle zone erogene del corpo umano e può essere soggetto a inturgidimento (telotismo).

## Piercing del capezzolo

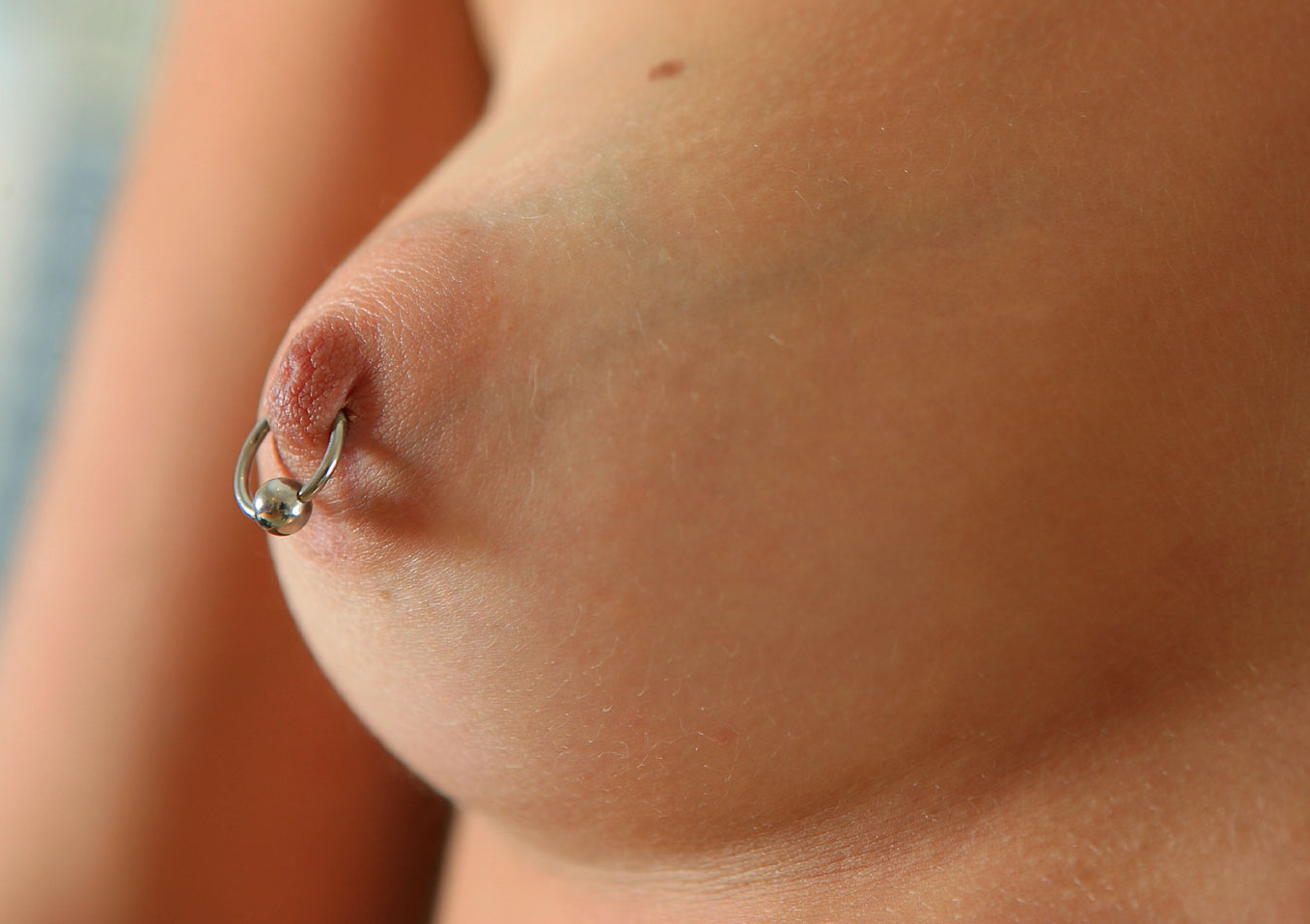
Piercing del capezzolo femminile con anello

Il capezzolo è una delle zone del corpo soggette alla pratica del piercing. Sebbene storicamente poco diffusa, alcuni testi controversi ne attribuiscono l'uso nelle donne presso alcune corti mediavali e barocche, come ad esempio la corte di Isabella di Baviera o quelle del re Luigi XIV di Francia e del re Carlo II d'Inghilterra. Varie fonti, inoltre, ne attesterebbero una certa diffusione nell'altra società parigina, londinese e della East Coast statunitense nell'ultimo decennio del XIX secolo.
Nelle culture tribali, tale piercing era invece praticato dai maschi dalla tribù dei Karankawa, una popolazione di nativi americani estinta che abitava il golfo del Messico, che usava dipingersi il corpo, tatuarsi e perforare il labbro inferiore e i capezzoli con piccoli pezzi di canna.
Nel mondo occidentale moderno la pratica si è diffusa inizialmente nelle culture underground attorno agli anni cinquanta-sessanta, per poi emergere negli anni novanta del XX secolo, divenendo pratica abbastanza comune negli ultimi decenni grazie all'utilizzo e all'esibizione di tale tipo di piercing da parte di molte celebrità del mondo della musica, dello spettacolo o della moda. Viene altresì talvolta praticato quale cura definitiva per il capezzolo introflesso.
Questo tipo di piercing si attua forando orizzontalmente, verticalmente o diagonalmente il capezzolo alla sua base con un ago e inserendovi poi un gioiello a forma di barra, chiuso da due sfere, o un anello, anch'esso chiuso da una sfera che ne impedisce così il facile movimento, al fine di favorirne la guarigione.